# Vault Dweller
Vault Dweller je glavni lik igre Fallout. Rođen je u Vaultu 13 i poznat je po tome što je porazio vođu mutanata znanog pod imenom The Master i njegovu vojsku mutanata.

## Životopis

### Zadaci/Misije (questovi)
Vault Dweller je poslan da pronađe Water Chip koji služi za reciklažu vode, jer je tadašnji čip u Vaultu 13 bio pokvaren i nije se mogao popraviti. Prije odlaska dobio je Pip-Boy 2000 koji mu služi za izradu karata i podsjetnik je za razne zadatke koje će obavljati u potrazi. Naoružan samo s Pip-Boy 2000 i najosnovnijim stvarima Vault Dweller kreće u ono što je ostalo od Kalifornije poslije Velikog rata u potragu za Water Chipom. Na putu porazi vojsku mutanata, njihovog vođu Mastera i vođu njegovog kulta Morpheusa.

### Progonstvo
U svibnju 2162. godine, vraća se u Vault 13. Međutim naglednik skloništa ga izbacuje. Kao razlog navodi da je Vault Dweller bio previše izložen vanjskom svijetu i da bi to moglo donijeti probleme u Vault 13, jer nisu svi stanovnici trenutno spremni za istinu o vanjskome svijetu. Duže vrijeme je lutao pustinjom ali se nikada nije previše udaljavao od planina koje su štitile Vault 13 od ostatka svijeta. Jedan dio stanovnika skloništa kada su čuli što mu se je dogodilo odlučuju otići iz skloništa i pronaći ga. Vault Dweller ih pronalazi u pustinji i vjerojatno ne bi preživjeli bez njegove pomoći jer su jako malo znali o svijetu izvan skloništa. Nakon toga Vault Dweller skida svoje Vault 13 odjelo i odlučuje da ga više nikada neće obući.

### Pleme
Dva mjeseca kasnije Vault Dweller se s grupom ljudi upućuje na sjever prema velikom kanjonu. Tu osnivaju selo, kojemu daju ime Arroyo. Polagano ih uči kako da prežive u novom svijetu punom opasnosti. Nakon nekog vremena grupa je prerasla u pleme. Vault Dweller se zaljubljuje u prpadnicu plemena pod imenom Pat, odlučuju se imati obitelj. Izgradnja Arroya je trajala do 18. kolovoza 2167. godine.
Često su znali slati ljude u izviđanje do Vaulta 13, kako bi pomogli ljudima koji su odlučili napustiti sigurnost skloništa. Vault Dweller ih je polagano naučio svemu potrebnom za uspješno preživljavanje. Naučio ih je lovu, gradnji kuća i kako da se sami obrane od mogućih napada.
Vault Dweller i Pat su vodili selo i pleme. Pleme je pod njihovim vodstvom raslo sve jače i jače. 2188. godine rodila im se kćer, koja kasnije postaje vođa sela i plemena.

### Odlazak
16. siječnja 2208. nekoliko godina poslije smrti njegove žene Pat, napisao je memoare. Nedugo nakon toga nestaje iz Arroya. Ostavio je Vault 13 odjelo uredno složeno na krevetu. Neki su govorili da su Vault Dwellera uzeli duhovi s neba, drugi su govorili da je osjetio da je pravo vrijeme da napusti Arroyo i prepusti ga vlastitoj sudbini. Nakon mjesec dana žalovanja život u selu i plemenu se je polako počeo vraćati u normalu. Nekoliko godina poslije, rodio se unuk/unuka Vault Dwellera koji će kasnije biti poznat pod imenom Chosen One.

## Pojavljivanje u igrama
Vault Dweller je igračev lik iz originalnog Fallouta. Ne pojavljuje se u nastavku, ali se zato spominje u gotovo svim igrama iz Fallout svijeta.

## Unutarnje poveznice
- Fallout
- Fallout 2